# Murr (gmina)
Murr – miejscowość i gmina w Niemczech, w kraju związkowym Badenia-Wirtembergia, w rejencji Stuttgart, w regionie Stuttgart, w powiecie Ludwigsburg, wchodzi w skład związku gmin Steinheim-Murr. Leży nad rzeką Murr, ok. 10 km na północny wschód od Ludwigsburga.